# 카탈리나 이 세바스찬
《카탈리나 이 세바스찬》(스페인어: Catalina y Sebastián)은 1999년 방영된 멕시코의 텔레노벨라이다.